# Whitehouse (Ohio)
Whitehouse is een plaats (village) in de Amerikaanse staat Ohio, en valt bestuurlijk gezien onder Lucas County.

## Demografie
Bij de volkstelling in 2000 werd het aantal inwoners vastgesteld op 2733.
In 2006 is het aantal inwoners door het United States Census Bureau geschat op 3568, een stijging van 835 (30,6%).

## Geografie
Volgens het United States Census Bureau beslaat de plaats een oppervlakte van
8,9 km², geheel bestaande uit land. Whitehouse ligt op ongeveer 204 m boven zeeniveau.

## Plaatsen in de nabije omgeving
De onderstaande figuur toont nabijgelegen plaatsen in een straal van 16 km rond Whitehouse.